# Llista de topònims de Sant Cebrià de Vallalta
Llista de topònims (noms propis de lloc) del municipi de Sant Cebrià de Vallalta, al Maresme
Informació actualitzada per un bot. Els canvis manuals es perdran quan s'actualitzi!

## entitat singular de població
| imatge | Nom                     | Ubicat a                | instància de                                                                   | Detalls  | coordenades                                                         | Protecció | Commons (més fotos) | Dades a WD                    |
| ------ | ----------------------- | ----------------------- | ------------------------------------------------------------------------------ | -------- | ------------------------------------------------------------------- | --------- | ------------------- | ----------------------------- |
|        | Can Bartomet            | Sant Cebrià de Vallalta | entitat singular de població                                                   | 44 hab   | 41° 37′ 54″ N, 2° 35′ 59″ E / 41.63155087°N,2.59974122°E 284 msnm   |           |                     | Modifica les dades a Wikidata |
|        | Can Domènec             | Sant Cebrià de Vallalta | entitat singular de població                                                   | 16 hab   | 41° 38′ 04″ N, 2° 33′ 40″ E / 41.63458138°N,2.56118234°E 172 msnm   |           |                     | Modifica les dades a Wikidata |
|        | Can Palau               | Sant Cebrià de Vallalta | entitat singular de població                                                   | 607 hab  | 41° 38′ 31″ N, 2° 35′ 39″ E / 41.64188083°N,2.59420226°E 318 msnm   |           |                     | Modifica les dades a Wikidata |
|        | Castellar d'Índies      | Sant Cebrià de Vallalta | entitat singular de població                                                   | 926 hab  | 41° 38′ 46″ N, 2° 37′ 06″ E / 41.6461°N,2.61831°E 246 msnm          |           |                     | Modifica les dades a Wikidata |
|        | Sant Cebrià de Vallalta | Sant Cebrià de Vallalta | entitat singular de població capital municipal ens local històric de Catalunya | 1485 hab | 41° 37′ 13″ N, 2° 36′ 06″ E / 41.62035299°N,2.60179064°E 73 msnm    |           |                     | Modifica les dades a Wikidata |
|        | Sot del Boter           | Sant Cebrià de Vallalta | entitat singular de població                                                   | 19 hab   | 41° 37′ 01″ N, 2° 36′ 48″ E / 41.616993°N,2.613278°E 100 msnm       |           |                     | Modifica les dades a Wikidata |
|        | Vistamar                | Sant Cebrià de Vallalta | entitat singular de població                                                   | 715 hab  | 41° 36′ 28″ N, 2° 35′ 08″ E / 41.60775°N,2.5855277777778°E 165 msnm |           |                     | Modifica les dades a Wikidata |

## masia
| imatge | Nom                 | Ubicat a                | instància de | Detalls                                                              | coordenades                                                                     | Protecció                                  | Commons (més fotos)                 | Dades a WD                    |
| ------ | ------------------- | ----------------------- | ------------ | -------------------------------------------------------------------- | ------------------------------------------------------------------------------- | ------------------------------------------ | ----------------------------------- | ----------------------------- |
|        | Ca l'Aulet          | Sant Cebrià de Vallalta | masia        |                                                                      | 41° 37′ 39″ N, 2° 36′ 11″ E / 41.62746°N,2.60302°E                              |                                            |                                     | Modifica les dades a Wikidata |
|        | Ca l'Isidro         | Sant Cebrià de Vallalta | masia        |                                                                      | 41° 39′ 15″ N, 2° 35′ 50″ E / 41.6541192267271°N,2.59718810247211°E             |                                            |                                     | Modifica les dades a Wikidata |
|        | Cal Carreter        | Sant Cebrià de Vallalta | masia        |                                                                      | 41° 37′ 02″ N, 2° 35′ 54″ E / 41.6172750003762°N,2.59841369504881°E             |                                            |                                     | Modifica les dades a Wikidata |
|        | Cal Correu          | Sant Cebrià de Vallalta | masia        |                                                                      | 41° 37′ 00″ N, 2° 37′ 00″ E / 41.6165712835278°N,2.61654244745458°E             |                                            |                                     | Modifica les dades a Wikidata |
|        | Cal Faulí de Baix   | Sant Cebrià de Vallalta | masia        |                                                                      | 41° 37′ 04″ N, 2° 35′ 56″ E / 41.6177539244482°N,2.59885483960887°E             |                                            |                                     | Modifica les dades a Wikidata |
|        | Cal Met Vicenç      | Sant Cebrià de Vallalta | masia        | Estil: arquitectura popular                                          | 41° 37′ 49″ N, 2° 37′ 02″ E / 41.6302°N,2.61733°E                               | bé integrant del patrimoni cultural català |                                     | Modifica les dades a Wikidata |
|        | Cal Moliner         | Sant Cebrià de Vallalta | masia        |                                                                      | 41° 38′ 48″ N, 2° 36′ 20″ E / 41.6467979232536°N,2.60542351469585°E             |                                            |                                     | Modifica les dades a Wikidata |
|        | Cal Xavier          | Sant Cebrià de Vallalta | masia        |                                                                      | 41° 37′ 05″ N, 2° 35′ 55″ E / 41.6179780112472°N,2.59854136872374°E             |                                            |                                     | Modifica les dades a Wikidata |
|        | Can Bartomet        | Sant Cebrià de Vallalta | masia        |                                                                      | 41° 37′ 51″ N, 2° 36′ 14″ E / 41.6309126393394°N,2.60380360336038°E             |                                            |                                     | Modifica les dades a Wikidata |
|        | Can Bartomeu        | Sant Cebrià de Vallalta | masia        |                                                                      | 41° 37′ 51″ N, 2° 35′ 58″ E / 41.630699591372°N,2.59950692996664°E              |                                            |                                     | Modifica les dades a Wikidata |
|        | Can Cau             | Sant Cebrià de Vallalta | masia        |                                                                      | 41° 38′ 01″ N, 2° 35′ 40″ E / 41.6337443432897°N,2.59445753189563°E             |                                            |                                     | Modifica les dades a Wikidata |
|        | Can Conna           | Sant Cebrià de Vallalta | masia        |                                                                      | 41° 36′ 50″ N, 2° 36′ 18″ E / 41.61394°N,2.60495°E 48 msnm                      | bé integrant del patrimoni cultural català |                                     | Modifica les dades a Wikidata |
|        | Can Coris           | Sant Cebrià de Vallalta | masia        | Estil: gòtic tardà arquitectura del Renaixement arquitectura popular | 41° 37′ 11″ N, 2° 36′ 00″ E / 41.61979°N,2.60011°E ca:Carrer del Centre 75 msnm | bé cultural d'interès local                | Can Coris                           | Modifica les dades a Wikidata |
|        | Can Dalmau          | Sant Cebrià de Vallalta | masia        |                                                                      | 41° 38′ 55″ N, 2° 36′ 44″ E / 41.648631827872°N,2.61231741622652°E              |                                            |                                     | Modifica les dades a Wikidata |
|        | Can Gibert          | Sant Cebrià de Vallalta | masia        |                                                                      | 41° 37′ 09″ N, 2° 35′ 59″ E / 41.6192°N,2.5998°E                                | bé integrant del patrimoni cultural català |                                     | Modifica les dades a Wikidata |
|        | Can Goita           | Sant Cebrià de Vallalta | masia        | Estil: historicisme arquitectònic                                    | 41° 37′ 20″ N, 2° 36′ 38″ E / 41.62234°N,2.61047°E 49 msnm                      | bé integrant del patrimoni cultural català | Can Goita (Sant Cebrià de Vallalta) | Modifica les dades a Wikidata |
|        | Can Jan Lledó       | Sant Cebrià de Vallalta | masia        |                                                                      | 41° 36′ 37″ N, 2° 35′ 57″ E / 41.6101436754933°N,2.59910601797546°E             |                                            |                                     | Modifica les dades a Wikidata |
|        | Can Jan Llor        | Sant Cebrià de Vallalta | masia        |                                                                      | 41° 37′ 49″ N, 2° 37′ 08″ E / 41.6303418550493°N,2.61880191797209°E             |                                            |                                     | Modifica les dades a Wikidata |
|        | Can Jan Petit       | Sant Cebrià de Vallalta | masia        |                                                                      | 41° 37′ 07″ N, 2° 36′ 39″ E / 41.6186326345058°N,2.61079266505408°E             |                                            |                                     | Modifica les dades a Wikidata |
|        | Can Lledó           | Sant Cebrià de Vallalta | masia        |                                                                      | 41° 37′ 03″ N, 2° 36′ 48″ E / 41.617554°N,2.613456°E 97 msnm                    |                                            |                                     | Modifica les dades a Wikidata |
|        | Can Llobet          | Sant Cebrià de Vallalta | masia        |                                                                      | 41° 37′ 03″ N, 2° 35′ 35″ E / 41.6174°N,2.59303°E 59 msnm                       | bé integrant del patrimoni cultural català |                                     | Modifica les dades a Wikidata |
|        | Can Llor            | Sant Cebrià de Vallalta | masia        | Estil: arquitectura popular Estat: ruïnós                            | 41° 37′ 50″ N, 2° 37′ 17″ E / 41.63059°N,2.62144°E 110 msnm                     | bé integrant del patrimoni cultural català |                                     | Modifica les dades a Wikidata |
|        | Can Matas           | Sant Cebrià de Vallalta | masia        | Estil: arquitectura popular                                          | 41° 37′ 37″ N, 2° 36′ 48″ E / 41.62691°N,2.61324°E 71 msnm                      | bé integrant del patrimoni cultural català | Can Mates (Sant Cebrià de Vallalta) | Modifica les dades a Wikidata |
|        | Can Matet           | Sant Cebrià de Vallalta | masia        |                                                                      | 41° 37′ 49″ N, 2° 37′ 02″ E / 41.6303366691123°N,2.61724123868393°E             |                                            |                                     | Modifica les dades a Wikidata |
|        | Can Patxoca         | Sant Cebrià de Vallalta | masia        |                                                                      | 41° 37′ 06″ N, 2° 36′ 31″ E / 41.6183188143014°N,2.60856195113884°E             |                                            |                                     | Modifica les dades a Wikidata |
|        | Can Pau Bacs        | Sant Cebrià de Vallalta | masia        |                                                                      | 41° 37′ 48″ N, 2° 36′ 49″ E / 41.6301262639637°N,2.61358082993099°E             |                                            |                                     | Modifica les dades a Wikidata |
|        | Can Perelló         | Sant Cebrià de Vallalta | masia        |                                                                      | 41° 39′ 10″ N, 2° 36′ 22″ E / 41.652798771801°N,2.60602340546136°E              |                                            |                                     | Modifica les dades a Wikidata |
|        | Can Plana de Baix   | Sant Cebrià de Vallalta | masia        |                                                                      | 41° 36′ 40″ N, 2° 36′ 07″ E / 41.6110093545515°N,2.60198110783379°E             |                                            |                                     | Modifica les dades a Wikidata |
|        | Can Plana de Dalt   | Sant Cebrià de Vallalta | masia        |                                                                      | 41° 37′ 04″ N, 2° 35′ 00″ E / 41.6177888792383°N,2.58335858447163°E             |                                            |                                     | Modifica les dades a Wikidata |
|        | Can Puig            | Sant Cebrià de Vallalta | masia        |                                                                      | 41° 36′ 34″ N, 2° 35′ 26″ E / 41.6095550802723°N,2.59055251945682°E             |                                            |                                     | Modifica les dades a Wikidata |
|        | Can Requesens       | Sant Cebrià de Vallalta | masia        |                                                                      | 41° 36′ 54″ N, 2° 36′ 33″ E / 41.6148891252007°N,2.60917081526077°E             |                                            |                                     | Modifica les dades a Wikidata |
|        | Can Rigalt          | Sant Cebrià de Vallalta | masia        |                                                                      | 41° 37′ 03″ N, 2° 36′ 30″ E / 41.6175078520638°N,2.60847083017613°E             |                                            |                                     | Modifica les dades a Wikidata |
|        | Can Romà            | Sant Cebrià de Vallalta | masia        |                                                                      | 41° 37′ 20″ N, 2° 36′ 25″ E / 41.6221955303935°N,2.6069779936072°E              |                                            |                                     | Modifica les dades a Wikidata |
|        | Can Sant d'en Bacs  | Sant Cebrià de Vallalta | masia        |                                                                      | 41° 37′ 31″ N, 2° 35′ 04″ E / 41.6253593851189°N,2.58458233097924°E             |                                            |                                     | Modifica les dades a Wikidata |
|        | Can Serafí          | Sant Cebrià de Vallalta | masia        |                                                                      | 41° 37′ 46″ N, 2° 36′ 03″ E / 41.6295688818225°N,2.60071445970622°E             |                                            |                                     | Modifica les dades a Wikidata |
|        | Can Serra           | Sant Cebrià de Vallalta | masia        |                                                                      | 41° 37′ 30″ N, 2° 36′ 04″ E / 41.6251294971744°N,2.60105396676971°E             |                                            |                                     | Modifica les dades a Wikidata |
|        | Can Terrades        | Sant Cebrià de Vallalta | masia        |                                                                      | 41° 37′ 15″ N, 2° 36′ 21″ E / 41.6208947343818°N,2.60588155094972°E             |                                            |                                     | Modifica les dades a Wikidata |
|        | Can Torrent de Baix | Sant Cebrià de Vallalta | masia        |                                                                      | 41° 39′ 00″ N, 2° 35′ 56″ E / 41.650034879551°N,2.5989794468862°E               |                                            |                                     | Modifica les dades a Wikidata |
|        | Can Torrent de Dalt | Sant Cebrià de Vallalta | masia        |                                                                      | 41° 39′ 07″ N, 2° 36′ 08″ E / 41.6518667801776°N,2.6021740493754°E              |                                            |                                     | Modifica les dades a Wikidata |
|        | Can Vallfogona      | Sant Cebrià de Vallalta | masia        |                                                                      | 41° 37′ 50″ N, 2° 35′ 39″ E / 41.6305813960709°N,2.59405716358852°E             |                                            |                                     | Modifica les dades a Wikidata |
|        | Can Vilar           | Sant Cebrià de Vallalta | masia        |                                                                      | 41° 37′ 34″ N, 2° 35′ 29″ E / 41.6262481131494°N,2.59128725157335°E             |                                            |                                     | Modifica les dades a Wikidata |

## muntanya
| imatge | Nom                  | Ubicat a                | instància de | Detalls | coordenades                                                         | Protecció | Commons (més fotos) | Dades a WD                    |
| ------ | -------------------- | ----------------------- | ------------ | ------- | ------------------------------------------------------------------- | --------- | ------------------- | ----------------------------- |
|        | Turó de Can Montsant | Sant Cebrià de Vallalta | muntanya     |         | 41° 38′ 50″ N, 2° 36′ 27″ E / 41.6471°N,2.60744°E 447.8 msnm        |           |                     | Modifica les dades a Wikidata |
|        | els Crous            | Sant Cebrià de Vallalta | muntanya     |         | 41° 38′ 06″ N, 2° 35′ 21″ E / 41.63491806°N,2.5892°E 290.7 msnm     |           |                     | Modifica les dades a Wikidata |
|        | l'Oradella           | Sant Cebrià de Vallalta | muntanya     |         | 41° 37′ 48″ N, 2° 36′ 07″ E / 41.63013056°N,2.60206556°E 205.8 msnm |           |                     | Modifica les dades a Wikidata |

## Misc
| imatge | Nom                                          | Ubicat a                | instància de      | Detalls                     | coordenades                                                         | Protecció                                  | Commons (més fotos)                 | Dades a WD                    |
| ------ | -------------------------------------------- | ----------------------- | ----------------- | --------------------------- | ------------------------------------------------------------------- | ------------------------------------------ | ----------------------------------- | ----------------------------- |
|        | Molí de Dalt                                 | Sant Cebrià de Vallalta | molí d'aigua      | Estil: arquitectura popular | 41° 37′ 05″ N, 2° 35′ 34″ E / 41.6180564418863°N,2.59267132797384°E | bé integrant del patrimoni cultural català |                                     | Modifica les dades a Wikidata |
|        | casa consistorial de Sant Cebrià de Vallalta | Sant Cebrià de Vallalta | casa consistorial |                             | 41° 37′ 10″ N, 2° 36′ 00″ E / 41.6195595°N,2.5999533°E              |                                            |                                     | Modifica les dades a Wikidata |
|        | cases al carrer de Sant Cosme                | Sant Cebrià de Vallalta | casa              | Estil: arquitectura popular | 41° 37′ 12″ N, 2° 36′ 03″ E / 41.6199°N,2.60086°E                   | bé integrant del patrimoni cultural català |                                     | Modifica les dades a Wikidata |
|        | cementiri de Sant Cebrià de Vallalta         | Sant Cebrià de Vallalta | cementiri         |                             | 41° 37′ 31″ N, 2° 35′ 44″ E / 41.6253263699312°N,2.59553067056651°E |                                            |                                     | Modifica les dades a Wikidata |
|        | església de Sant Cebrià de Vallalta          | Sant Cebrià de Vallalta | església          | Estil: gòtic tardà          | 41° 37′ 11″ N, 2° 35′ 59″ E / 41.61983°N,2.5997°E                   | bé cultural d'interès local                | Església de Sant Cebrià de Vallalta | Modifica les dades a Wikidata |